# Serguei (álbum de 1991)
Serguei, também conhecido como Coleção de Vícios, é o primeiro álbum do cantor e compositor Serguei. Foi lançado em formato LP pelo selo BMG-Ariola em 1991.

## Faixas
| Lado A |                                         |                                   |         |  |
| N.º    | Título                                  | Compositor(es)                    | Duração |  |
| 1.     | "Coleção de Vícios"                     | Roberto Frejat / Guto Goffi / Dé  |         |  |
| 2.     | "Help"                                  | John Lennon / Paul McCartney      |         |  |
| 3.     | "Rolava Bethânia (Roll Over Beethoven)" | Chuck Berry/ Versão: Tavinho Paes |         |  |
| 4.     | "Estou Na Lona"                         | Serguei                           |         |  |
| 5.     | "A Noite Inteira"                       | Humberto Gessinger                |         |  |

| Lado B |                                                 |                                                                   |         |  |
| N.º    | Título                                          | Compositor(es)                                                    | Duração |  |
| 6.     | "Rock Do Papai"                                 | Marcelo Xavier                                                    |         |  |
| 7.     | "Summertime"                                    | George Gershwin / Ira Gershwin / Dubose Heyward / Dorothy Heyward |         |  |
| 8.     | "Não Tem Jeito ((I Can't Get No) Satisfaction)" | Mick Jagger / Keith Richards / Versão: Rossini Pinto              |         |  |
| 9.     | "Lindo Anjo"                                    | Ney Matogrosso / Marcelo Xavier                                   |         |  |
| 10.    | "Mercedes Benz"                                 | Janis Joplin / Michael McClure / Bob Neuwirth                     |         |  |